# Ernst Ritter (Oberamtmann)
Ernst Ritter (* 22. Juli 1858 in Onstmettingen; † 14. März 1944 in Stuttgart) war ein württembergischer Oberamtmann.

## Leben und Werk
Ernst Ritter war der Sohn eines Pfarrers. Nach der Reifeprüfung am Gymnasium Heilbronn studierte er von 1877 bis 1882 Regiminalwissenschaften in Tübingen. Nachdem er beim Oberamt Tübingen und bei der Regierung des Schwarzwaldkreises seinen Probedienst absolviert hatte, wurde er 1884 Stadtassistent bei der Stadtdirektion Stuttgart und stellvertretender Oberamtmann bei den Oberämtern Besigheim und Künzelsau. Von 1885 bis 1892 arbeitete er als Amtmann beim Oberamt Tübingen und von 1892 bis 1896 als Kollegialhilfsarbeiter bei der Regierung des Jagstkreises in Ellwangen. Ab 1896 leitete er als Oberamtmann das Oberamt Nagold und von 1909 bis 1919 das Oberamt Neckarsulm. 1919 trat er in den Ruhestand.

## Ehrungen
- 1911: Ritterkreuz Erster Klasse des Friedrichs-Ordens
- 1916: Wilhelmskreuz